# Eduard Macheiner
Eduard Macheiner (ur. 18 sierpnia 1907 w Ranten, zm. 17 lipca 1972 w Salzburgu) – austriacki duchowny katolicki, biskup pomocniczy Salzburga 1963-1969 i arcybiskup Salzburga 1969-1972.

## Życiorys
Święcenia kapłańskie otrzymał 10 lipca 1932.
1 marca 1963 papież Jan XXIII mianował go biskupem pomocniczym Salzburga ze stolicą tytularną Selia. 29 czerwca 1963 z rąk arcybiskupa Andreasa Rohrachera przyjął sakrę biskupią.   
9 października 1969 papież Paweł VI mianował go arcybiskupem Salzburga. Funkcję sprawował aż do swojej śmierci.